# Laika (theater)
Laika is een Vlaams theatergezelschap, opgericht in 1991 door Jo Roets en Greet Vissers als het gezelschap Blauw Vier. Na het vertrek van Vissers werd het gezelschap in 2001 omgedoopt tot Laika. Laika heeft kantoor en repetitieruimte in Matterhorn te Borgerhout.
Artistiek leiders van Laika zijn Jo Roets en Peter De Bie. Zij omschrijven het werk van Laika als ‘theater der zinnen', verwijzend naar het beeldrijke karakter van de producties. Het werk richt zich op kinderen en jongeren alsook volwassenen die hun kinderlijke zin voor verwondering nog niet zijn verloren.
Sinds de oprichting heeft het gezelschap een stevige reputatie verworven in binnen- en buitenland. Daarvoor zorgden onder andere producties als Een dame in de kast, Cyrano, PEEP&EAT, Patatboem, Sensazione, Me gusta, Tot in de woestijn, en meer recent Opera Buffa, Cucinema, NIPT, Pentamerone, Piknik Horrifik, De passant en CANTINA.
Daaruit zijn langdurige samenwerkingen ontstaan met Centro Cultural de Belém (Lissabon), Lyric Theatre Hammersmith (Londen), Le Volcan (Le Havre), Le Channel (Calais), Szene Bunte Wähne (Wenen) en enkele culturele hoofdsteden (Rotterdam 2001, Brugge 2002, Lille 2004, Linz 2009).